# Dalatangi
Dalatangi är en udde i republiken Island.   Den ligger i regionen Austurland, i den östra delen av landet, 400 km öster om huvudstaden Reykjavík.
Terrängen inåt land är kuperad. Havet är nära Dalatangi åt nordost.  Närmaste större samhälle är Neskaupstaður, 14,5 km söder om Dalatangi. 